# 八卦山之役
八卦山之役，又稱彰化之役，是乙未戰爭中發生在現今臺灣彰化縣八卦山的一場抗日戰役，為這場戰爭中最大的正面會戰，最終造成臺灣客家民軍領袖吳湯興和浙江人黑旗軍吳彭年等人陣亡，而彰化地區也因而成為日軍控制區。

## 戰役經過
八卦山之役發生於1895年的8月下旬，位於今日臺中地區的臺灣府城一帶被日軍攻陷後，近衛師團師團長北白川宮能久親王於8月27日在大甲下令準備進攻彰化。日軍方面由司令官能久親王率領，右翼為陸軍少將川村景明部隊，左翼則為陸軍少將山根信成之部隊，兵分二路進攻彰化。
在臺灣守軍方面，當時彰化縣城一帶則有黑旗軍統領吳彭年等人分駐菜公寮與八卦山堡壘等處，此外還有自苗栗撤退，由李惟義和吳湯興等人所率領的客家民軍，而他們也為主要參戰部隊。
據日軍戰地記者達飛聲記載，守軍預期日軍會從渡口渡河，因此將兵力集中於渡口。而日軍則右翼留在營地，以營火吸引守軍注意力，左翼趁夜從另一渡口渡河，之後兵分三路：一路進攻彰化縣城，一路攜山砲到八卦山保壘東面，一路繞到渡口守軍背後。
8月28日清晨5時30分，日軍右翼開始進攻，隨後左翼部隊從船頭庄渡河與之會合。交戰後不久，台軍潰守，彰化縣城被破，臺灣民軍殘存兵力撤退至八卦山上繼續戰鬥，然而雙方戰力相當懸殊，配有槍枝的守軍僅是日軍的三分之一，且彈藥極為不足。在菜公寮等地相繼失守後，日軍集中火力攻打八卦山，民軍不敵，最後八卦山失守，吳湯興及吳彭年等人陣亡，彰化縣城遂被日軍控制。而民軍則已無彈藥，李惟義與徐驤黯然率軍退守雲林，不再與日軍主力直接對戰，並有簡義、陳文晃、廖琛、黃丑加入民軍行列四處伏擊使日軍主力疲於奔命。
八卦山的浴血奮戰，雖抵擋不住日軍的南下，但日軍在八卦山亦受嚴重打擊。日軍近衛師團步兵第二旅團長山根信成在此役中陣亡(一說為病逝)，官至少將，為乙未戰爭中死亡的最高指揮官；明治天皇之兄長，近衛師團長北白川宮能久親王亦在此役中(一說在新竹牛埔山）陣亡(一說為病逝)，官至中將，但日軍為整體軍心士氣和榮譽考量並未詳載，使史料眾說紛紜。

## 紀念
1965年，八卦山坑子內山發現遺骸共計679具。1983年1月，八卦山抗日烈士紀念碑公園竣工，遺骸移奉至此接受憑弔。2008年2月，八卦山抗日烈士紀念碑公園經過重新規劃整修後更名為乙未保台和平紀念公園。

## 相關文藝

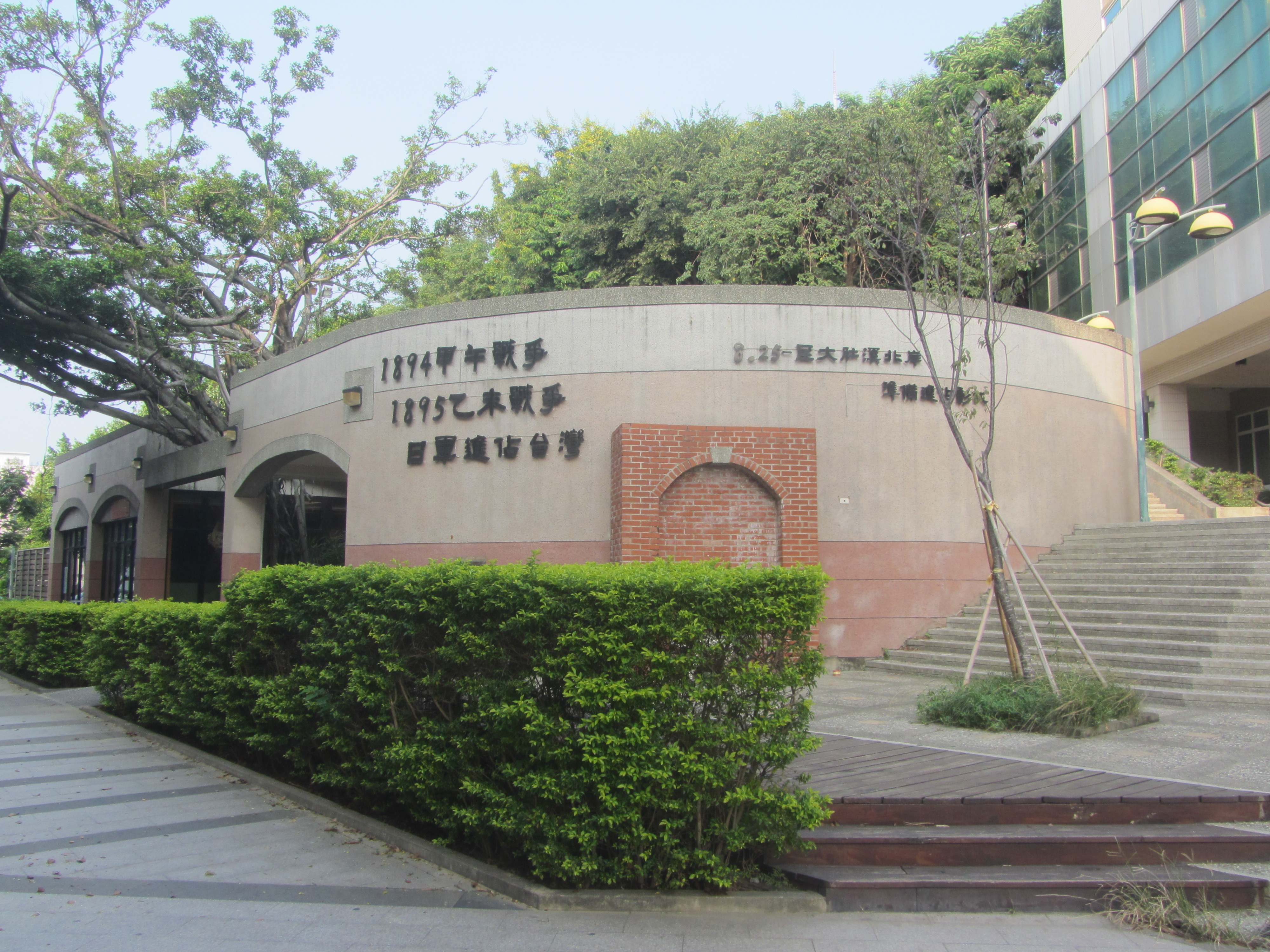
1895八卦山抗日保台史蹟館

- 《一八九五乙未》
- 川村景明

## 延伸閱讀
- 陳文德. . 遠流出版. 1995 （中文（臺灣））.
- 陳文添. . . 臺灣省文獻委員會. 2002 （中文（臺灣））.
- 蔡照益. . 2006 （中文（臺灣））.[]
- 劉鳳翰. . 國史館. 1997 （中文（臺灣））.
- 黃秀政. . 台灣商務出版社. 1992 （中文（臺灣））.
- 柯惠珠. . 前程出版社. 1987 （中文（臺灣））.
- 翁佳音. . 臺灣大學出版委員會. 1986 （中文（臺灣））.
- 鄭天凱. . 遠流出版. 2006 （中文（臺灣））.
- 許佩賢譯、日軍參謀本部著. . 遠流出版. 1995 （中文（臺灣））.
- 許佩賢譯. . 遠流出版. 1995 （中文（臺灣））.